# Desportivo Marítimo
O Clube Desportivo Marítimo Micoló, mais conhecido como Marítimo de Micoló, é um clube multiesportes africano da Ilha de São Tomé, em São Tomé e Príncipe.
Atualmente, disputa a segunda divisão do Campeonato Santomense de Futebol, para a qual retornou em 2024 ao vencer a terceira divisão.